# NGC 5769
NGC 5769 ist eine 14,4 mag helle Elliptische Galaxie vom Hubble-Typ E0 im Sternbild Bärenhüter am Nordsternhimmel, die schätzungsweise 476 Millionen Lichtjahre von der Milchstraße entfernt ist. 
Sie wurde am 27. April 1881 von Edward Holden entdeckt.